# Campeonato Mundial de Taekwondo de 2025
El XXVII Campeonato Mundial de Taekwondo se celebrará del 24 al 30 de octubre de 2025 en Wuxi (China), bajo la organización de Taekwondo Mundial (WT) y la Asociación China de Taekwondo.